# Tradescantia peninsularis
Tradescantia peninsularis är en himmelsblomsväxtart som beskrevs av Townshend Stith Brandegee. Tradescantia peninsularis ingår i släktet båtblommor, och familjen himmelsblomsväxter. Inga underarter finns listade.